# Bert Grabsch
Bert Grabsch (Lutherstadt Wittenberg, Sajonia-Anhalt, 19 de junio de 1975) es un ciclista alemán. Se retiró al finalizar la temporada 2013 y el último equipo por el que compitió fue Omega Pharma-QuickStep.
Debutó como profesional en el año 1997 en las filas del equipo Agro-Adler. Su hermano Ralf Grabsch fue también ciclista profesional.
Los resultados más destacados que obtuvo fue el Campeonato del Mundo Contrarreloj conseguido en 2008 y una etapa de la Vuelta a España en 2007.
El 28 de octubre de 2013, con 38 años de edad y después de haber estado compitiendo durante 15 temporadas, anuncia su retiro del ciclismo, debido a falta de ofertas de cara a la temporada 2014.

## Palmarés
| 1997 - 1 etapa en la Vuelta a Baviera - 2.º en el Campeonato de Alemania Contrarreloj 1998 - 1 etapa del Regio-Tour 1999 - 1 etapa del Regio-Tour 2000 - Hel van het Mergelland 2001 - 1 etapa de la Vuelta a la Baja Sajonia - 1 etapa del Tour de Valonia 2002 - 1 etapa de la Vuelta a Burgos 2005 - Tour de la Hainleite | 2007 - Campeonato de Alemania Contrarreloj - 1 etapa de la Vuelta a España 2008 - Campeonato de Alemania Contrarreloj - 1 etapa de la Vuelta a Austria - Sachsen-Tour, más 1 etapa - Campeonato Mundial Contrarreloj 2009 - 1 etapa de la Dauphiné Libéré - Campeonato de Alemania Contrarreloj 2011 - Campeonato de Alemania Contrarreloj - 1 etapa de la Vuelta a Austria 2012 - 2.º en el Campeonato de Alemania Contrarreloj |

## Resultados en Grandes Vueltas y Campeonatos del Mundo
| Carrera              | Carrera              | 1997 | 1998 | 1999 | 2000 | 2001 | 2002  | 2003 | 2004 | 2005  | 2006  | 2007  | 2008 | 2009  | 2010  | 2011  | 2012  | 2013 |
| -------------------- | -------------------- | ---- | ---- | ---- | ---- | ---- | ----- | ---- | ---- | ----- | ----- | ----- | ---- | ----- | ----- | ----- | ----- | ---- |
|                      | Giro de Italia       | —    | —    | —    | —    | —    | 61.º  | —    | —    | —     | —     | —     | —    | —     | —     | —     | —     | —    |
|                      | Tour de Francia      | —    | —    | —    | —    | —    | —     | —    | 81.º | 103.º | 105.º | 105.º | —    | 134.º | 169.º | —     | 125.º | —    |
|                      | Vuelta a España      | —    | —    | —    | —    | —    | 101.º | 88.º | 86.º | —     | Ab.   | Ab.   | —    | Ab.   | —     | 136.º | —     | —    |
| Mundial en Ruta      | Mundial en Ruta      | —    | —    | —    | —    | —    | 95.º  | Ab.  | —    | —     | —     | —     | —    | —     | 71.º  | Ab.   | —     | —    |
| Mundial Contrarreloj | Mundial Contrarreloj | —    | —    | —    | —    | —    | —     | —    | —    | —     | —     | 4.º   | 1.º  | 10.º  | 11.º  | 4.º   | 36.º  | 20.º |

—: no participa

Ab.: abandono

## Equipos
- Agro-Adler (1997-1998)
- Team Cologne (1999-2000)
- Phonak (2001-2006)
- T-Mobile/Columbia/HTC (2007-2011)

T-Mobile Team (2007)
Team Columbia (2008)
Columbia-HTC (2009)
HTC-Columbia (2010)
HTC-Highroad (2011)
- Omega Pharma-QuickStep (2012-2013)